# Liste der Stolpersteine in Bad Lauterberg im Harz
Die Liste der Stolpersteine in Bad Lauterberg im Harz enthält alle Stolpersteine, die im Rahmen des gleichnamigen Kunst-Projekts von Gunter Demnig in Bad Lauterberg im Harz verlegt wurden. Am 11. Mai 2013 wurden sechs Steine an drei Adressen verlegt.

## Liste der Stolpersteine
| Bild           | Inschrift | Adresse                  | Datum der Verlegung | Person |
| -------------- | --- | ------------------------ | ------------------- | --- |
| Familie Pelz   | Die Familie Pelz wohnte Ahnstrasse 3                                                                                        | Hauptstraße 166 ·        | 11. Mai 2013        | Familie Pelz Anfang der 1920er Jahre zog Familie Pelz nach Bad Lauterberg, wo ihre Tochter Hannelore 1923 geboren wurde. Sie betrieben in der Hauptstraße 166a (Abgerissen 1996) ein Schuhgeschäft und wohnten ab 1927 in der Ahnstraße 3. Das Gewerbe erlosch am 3. August 1937; die Familie zog 10 Tage später nach Nordhausen, obwohl sie erst vier Wochen zuvor in die Lutterstraße 24 umgezogen war. |
| Max Pelz       | Hier arbeitete MAX PELZ Jg. 1875 Flucht 1938 Belgien/Frankreich Rückführung Berlin deportiert 1942 Riga ermordet 22.10.1942 | Hauptstraße 166 ·        | 11. Mai 2013        | Max Pelz (1875–1942) Max Pelz wurde am 13. Dezember 1875 als Sohn des Ehepaares Heinrich und Johannette Elend in Schulitz in Posen geboren. Er starb am 22. Oktober 1942 in Riga. 1922 wurde seiner Geburtsurkunde der Vermerk hinzugefügt, dass er den Nachnamen Pelz zu tragen hat. 1938 floh Max Pelz nach Belgien, wo er inhaftiert und nach Frankreich verlegt wurde. Über Berlin wurde er nach Riga deportiert und starb dort. |
| Hannelore Pelz | HANNELORE PELZ Jg. 1923 Flucht 1940 Palästina überlebt                                                                      | Hauptstraße 166 ·        | 11. Mai 2013        | Hannelore Pelz (1923–2016) Hannelore Pelz wurde am 12. September 1923 in Bad Lauterberg als Tochter von Max und Clara Pelz geboren. Nach dem Umzug der Familie Pelz 1937 nach Nordhausen gelang ihr 1940 mit einem geduldeten Kinder- und Jugendtransport die Ausreise mit dem Schiff „Patria“ über Donau, Schwarzes Meer und Mittelmeer nach Palästina. Sie änderte dort ihren Vornamen in Hannah und heiratete später im Kibbuz Ha Maccabi, arbeitete als Kindergärtnerin und in einer Krankenstation. Hannah Raban starb am 31. Dezember 2016 in einem Pflegeheim in der Nähe von Haifa. |
| Clara Pelz     | Hier arbeitete CLARA PELZ geb. Baruch Jg. 1895 verhaftet deportiert 1942 ermordet in Auschwitz-Birkenau                     | Hauptstraße 166 ·        | 11. Mai 2013        | Clara Pelz (1895–?) Clara Pelz wurde am 19. Oktober 1895 in Gollub in Westpreußen geboren. Sie wurde von Nordhausen aus mit einem Osttransport am 26. Februar 1943 über Berlin ins Konzentrationslager Auschwitz-Birkenau gebracht und dort ermordet. |
| Karl Pape      | Hier wohnte KARL PAPE Jg. 1893 Im Widerstand verhaftet deportiert Stutthof tot 20.5.1943                                    | Hauptstraße 21 ·         | 11. Mai 2013        | Karl Pape (1893–1943) Karl Pape wurde am 14. Juni 1893 geboren und war Tischler in Bad Lauterberg. Am 20. Mai 1943 kam er im Häftlingsbau des KZ Stutthof um. |
| Adolf Jahn     | Ringstrasse 31 wohnte ADOLF JAHN Jg. 1894 im Widerstand verhaftet Lager Bögermoor tot 1.12.1937                             | Bartolfelder Straße 28 · | 11. Mai 2013        | Adolf Jahn (1894–1937) war Schmied in Bartolfelde und starb 1937 im KZ Börgermoor. |